# Осколкова, Валентина Андреевна
Валенти́на Андре́евна Оско́лкова (1905—1969) — советская волейболистка и тренер, игрок и тренер сборной СССР, чемпионка Европы, 10-кратная чемпионка СССР. Заслуженный мастер спорта СССР (1942), заслуженный тренер СССР (1956).

## Биография
Родилась в Москве. В 1931 году окончила МГУ.
Одна из основоположниц женского волейбола в СССР. Чемпионка СССР 1933—1936 в составе сборной Москвы.
В 1937 и 1938 в качестве играющего тренера выступала за команду ЦДКА (серебряный призёр чемпионата СССР 1938).
В 1939—1950 — игрок команды «Локомотив» (Москва), одновременно в 1939—1945 — старший тренер команды. В её составе: чемпионка СССР (1939, 1945, 1946, 1949, 1950), серебряный призёр чемпионатов СССР (1940, 1947, 1948). Проявила себя как универсальный игрок. Первой применила технический приём мяча руками снизу (в 1948).
В 1949 стала чемпионкой Европы в составе женской сборной СССР.
В 1950 работала тренером, а в 1951—1952 — старшим тренером сборной СССР, чемпиона Европы 1950 и 1951, чемпиона Всемирных студенческих игр 1951 и 1953, чемпиона мира 1952.
Кандидат педагогических наук, доцент ГЦОЛИФК. Автор многочисленных изданий по технике и тактике волейбола. В 1936 году была избрана в первый состав Президиума Всесоюзной секции волейбола. В 1955—1969 — член редколлегии журнала «Спортивные игры».
Скончалась в 1967 году. Похоронена в колумбарии Донского кладбища.

## Награды
- орден Трудового Красного Знамени (27.04.1957) — «за успехи, достигнутые в деле развития массового физкультурного движения в стране, повышения мастерства советских спортсменов, и успешное выступление на международных соревнованиях»